# Antoni Wajwód

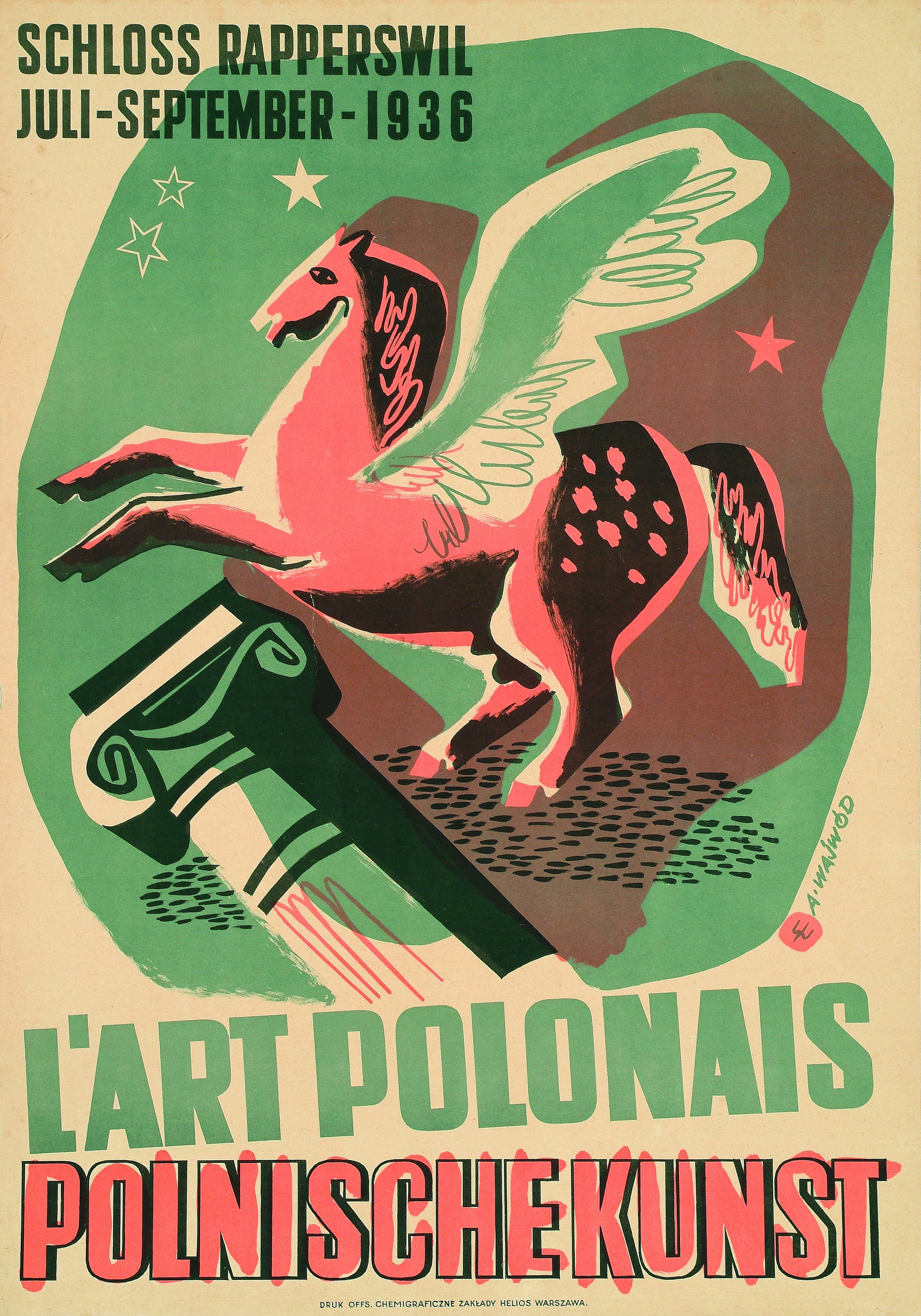
Plakat wystawy sztuki polskiej
w muzeum w Rapperswilu, proj. Antoni Wajwód

Antoni Wajwód (ur. 22 grudnia 1905 w Petersburgu, zm. między 6 a 12 sierpnia 1944 w Warszawie) – polski malarz i grafik.

## Życiorys
Syn Andrzeja i Jadwigi z Hrehorowiczów. Ukończył gimnazjum w Petersburgu. W 1918 po śmierci ojca razem z matką i siostrą przeniósł się do Warszawy. Zarabiał na swoje utrzymanie pracując w warsztatach ślusarskich, równocześnie uczył się w Szkole Rzemieślniczej, a następnie ukończył trzy kursy w Dziennej Szkole Sztuk Zdobniczych. W 1926 rozpoczął studia pod kierunkiem prof. Karola Tichego w Szkole Sztuk Pieknych, gdzie poznał swoją przyszłą żonę (od 26 maja 1934) Jadwigę Hładki oraz Edwarda Manteuffla-Szoege. We troje w 1933 założyli Warszawskie Atelier Grafiki Dekoracyjno-Reklamowej „Mewa”. Studiował również przedmioty uzupełniające tj. kreślenie, perspektywę, anatomię i historię sztuki. Po drugim roku przeniósł się do pracowni prof. Tadeusza Pruszkowskiego. Po ukończeniu studiów został członkiem Loży Wolnomalarskiej i Koła Artystów Grafików Reklamowych (KAGR) oraz tworzył malarstwo użytkowe.
W połowie 1934 „Mewa” otrzymała prestiżowe zamówienie na dekorację części wnętrz pierwszego polskiego transatlantyku MS Piłsudski, Antoni Wajwód razem z Edwardem Manteufflem-Szoege wykonał dekorację „Miasta Polski” w jadalni B na pokładzie A oraz malowidła olejne Noe zwołujący zwierzęta w sypialni dziecięcej. W sali balowej klasy turystycznej umieszczono wykonane przez nich cztery panneau Znaki Zodiaku. Od 1935 również z Manteufflem-Szoege rozpoczął współpracę z wydawnictwem Jakuba Przeworskiego, dla którego projektowali okładki i obwoluty książek. W tym samym czasie rozpoczął też, jako członek „Mewy”, projektowanie okładek wznowionego miesięcznika „Skamander”. Nieregularnie tworzył papieroplastyczne dekoracje do witryny „Wiadomości Literackich”.
W 1937 z Edwardem Manteufflem-Szoege wyjechał do Paryża, gdzie przygotowali siedem plansz prezentujących osiągnięcia gospodarcze kraju do Pawilonu Polskiego na Międzynarodowej Wystawie „Sztuka i Technika”, za co otrzymali Grand Prix. Po 1937 tworzył plakaty propagandowe, okładki i obwoluty książkowe oraz papieroplastykę, był sekretarzem KAGR.
Podczas okupacji niemieckiej razem z żoną byli związani z prowadzonym przez Karola Tchorka Salonem Sztuki „Nike”. Oboje zginęli podczas powstania warszawskiego.